# Kurkul (region)
Kurkul (arab. كركول, fr. Gorgol) – jeden z 12 regionów Mauretańskiej Republiki Islamskiej, położony w południowej części kraju.